# El tercer hombre (novela)
El tercer hombre es una novela policial escrita por el novelista británico Graham Greene y publicada por primera vez en 1950. Greene, en el prólogo, explica cómo se generó la novela. Sir Alexander Korda, director y productor de cine húngaro nacionalizado británico, le pidió que escribiera un guion cinematográfico para Carol Reed, director de cine inglés y con quien Greene acababa de colaborar en la filmación de El ídolo caído. Korda quería que la película se desarrollara en la Viena ocupada del año 1948. Como le resultaba casi imposible escribir un guion de cine sin tener antes un relato, escribió esta novela que, según él, no era para ser leída sino que para ser vista.

## Sinopsis argumental
Rollo Martins, escritor de novelas del oeste, recibe una invitación de su amigo de la infancia Harry Lime para que vaya a Viena a escribir sobre el trabajo de ayuda a los refugiados internacionales; cuando llega a Viena, nadie lo espera en el aeropuerto. Decide ir a la casa de Lime y, al llegar a ella, lo informaron de que este ha muerto en un accidente y esa tarde lo entierran. Va al funeral, donde hay solo una mujer y dos hombres. En el funeral, Martins conoce al coronel Calloway, jefe de Scotland Yard, quien le dice que su amigo, si no hubiese muerto, la policía lo habría tenido por muchos años en la cárcel.
Kurtz, amigo de Harry, le dice a Martins que este, antes de morir, le ha encargado que se preocupara de él. Otro testigo del accidente le cuenta que Harry ha muerto en el acto. Ante estas distintas informaciones, Martins decide investigar. El coronel Calloway lo informe de que su amigo era el jefe de los traficantes de penicilina adulterada que ya ha provocado la muerte y la demencia de varios niños. Martins tiene grandes dudas.
Martins divisa a Harry que vigila a Anna; trata de seguirlo, pero se esfuma frente a un quiosco de revistas. Calloway, al saberlo, pide la exhumación del cadáver de Lime y le solicita a Martins que lo ayude en su captura, trayéndolo a la zona británica.
Martins y Lime se encuentran en el Prater, suben a la Noria de Viena y ahí Lime le confirma que traficaba con penicilina, que Anna le importa bien poco, que las muertes sons insignificantes y lo invita a unirse en el negocio; además, lo informa de que el cadáver que enterraron era el de Harbin, su intermediario con el hospital.
Finalmente, Martins y Lime concurren hasta el acceso principal a las cloacas de Viena. Al avistarse, Lime huye porque sospecha que lo van a detener. Martins lo persigue, protegido por un agente británico, lo alcanza y lo mata. En su funeral, ahora solo están Anna, él y Calloway. Nadie llora.

## Ambientación

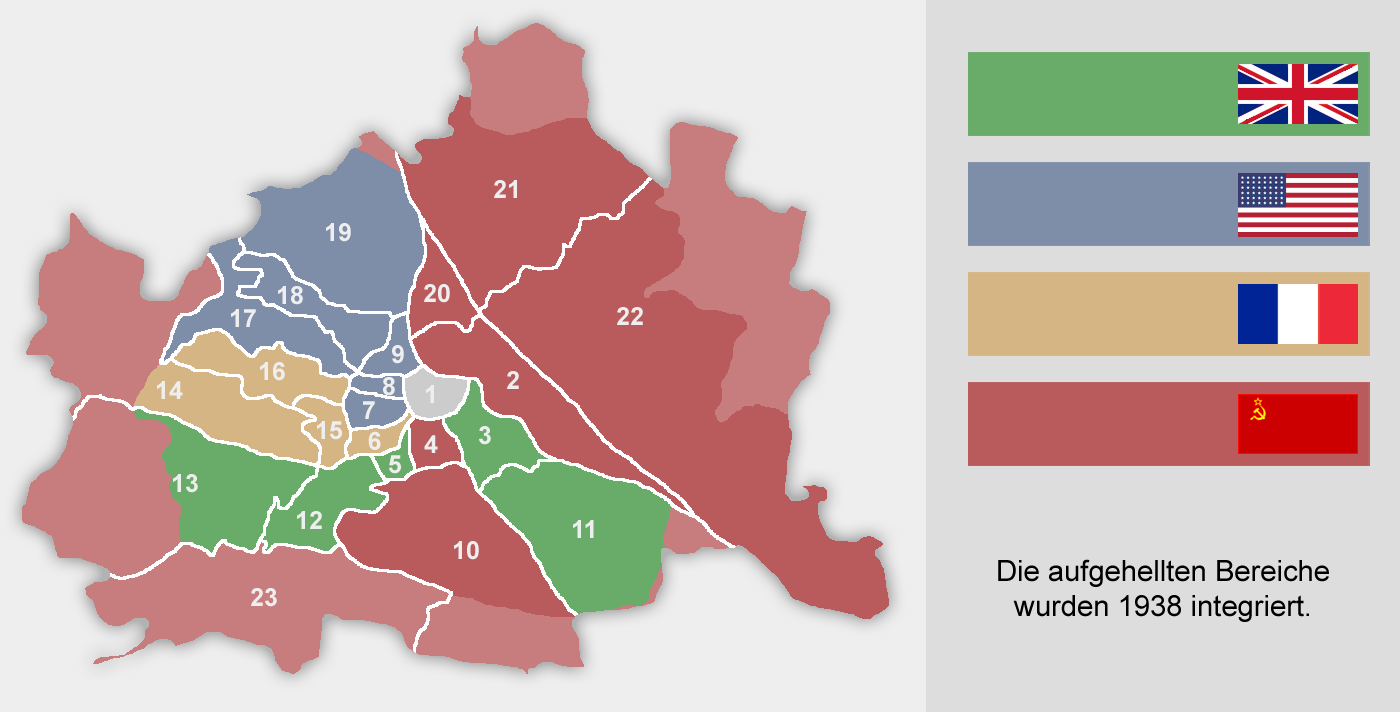
Viena dividida en cuatro sectores de ocupación.

Está ambientada en la ciudad de Viena al finalizar la Segunda Guerra Mundial. Durante la guerra, Viena sufrió los indiscriminados bombardeos aéreos que destruyeron buena parte de su patrimonio histórico. En mayo de 1945 fue tomada por el ejército soviético, quienes, junto con franceses, estadounidenses e ingleses establecieron un sistema de ocupación cuatripartito, similar al de Berlín. El centro de la ciudad fue puesto bajo el control conjunto de las cuatro potencias. Cada jurisdicción tenía su propia policía.
Era una ciudad oscura que padecía una realidad dominada por la corrupción y en la que se ejercía el comercio ilegal de todo tipo de artículos menores, hasta llegar al tráfico de drogas y penicilina. Aún había partes dignas de mencionar, como hace Greene en la novela, pero había que tener mucha imaginación para visualizarlas cómo eran en otros tiempos: El Prater era un gran parque público, destruido, cubierto de malezas en el que apenas funcionaba la Noria de Viena ubicada en su entrada y que era la más alta del mundo, y finalmente las alcantarillas de la ciudad eran construcciones que años más tarde dieron lugar al turismo de alcantarillas en Europa.

## Personajes
Listados según van apareciendo en la novela.
- Calloway: coronel de la policía de Scotland Yard en Viena. Es el narrador de la novela.

- Rollo Martins: rostro de chiquillo, treinta y cinco años, risueño. Piernas largas y flacuchas. Bebedor. Piropea a las mujeres que para él son meros incidentes. Escritor de novelas del oeste, usa el seudónimo de Buck Dexter. Íntimo de Harry Lime desde el colegio. Cree en la amistad. Norteamericano.

- Harry Lime: Rostro juvenil. Piernas robustas, espaldas anchas, barrigón. Treinta y seis años. Trabaja en la Oficina Internacional para los Refugiados en Austria. Católico. Licenciado en medicina.

- Paine: Chofer de Calloway.

- Crabbin: joven, rechoncho, tonsura natural y gafas de concha con cristales muy gruesos. Confunde a Rollo Martins con el escritor Benjamín Dexter. Dirige el Instituto Británico en Viena.

- Kurtz: Austríaco, usa un bisoñé liso y amarillento, no es calvo, tiene pelo normal, pero muy corto. En la cara tiene arrugas arregladas y maquilladas. Vive en el sector ruso. Amigo de Harry Lime.

- Anna Schmidt: Rostro sincero, cabellos oscuros, ojos castaños, frente ancha, boca grande. Actriz, trabaja en el Josefstadt. Novia de Harry Lime.

- Winkler: Limpio y aseado. Muy pequeño y pulcro, bigotillo negro. Médico de cabecera de Harry Lime.

- Koch: Vecino de Harry Lime, vive en el departamento de al lado con su esposa Ilse. Jefe administrativo en el depósito de cadáveres.

- Cooler: Rostro bondadoso, inspira confianza. Ojos perspicaces. Cabello gris y revuelto. Coronel del ejército estadounidense en Viena.

- Harbin: Intermediario entre los que roban penicilina en el hospital militar británico y Kurtz.

## Argumento
La trama del libro se desarrolla en diecisiete capítulos de distinta extensión.
Capítulos 1 y 2
El coronel Calloway, narrador de la novela dice que esta es una historia fea, deprimente, triste y monótona, excepto por el episodio de la conferencia en el Instituto Británico.
Rollo Martins, escritor de novelas del oeste recibió una invitación de su amigo de la infancia Harry Lime para que fuera a Viena a escribir sobre el trabajo de ayuda a los refugiados internacionales. Lime trabajaba en la Oficina Internacional para los Refugiados y le pagaría todos los gastos una vez en la ciudad y le proporcionaría vales para consumir en los hoteles y clubes británicos.
En Fráncfort el avión estuvo detenido una hora y a Martins un hombre lo reconoció como el señor Dexter. Efectivamente ese era el seudónimo que Rollo Martins empleaba para firmar sus novelas, Buck Dexter. ¡Por lo menos alguien lo reconocía!
Martins llegó a Viena el 7 de febrero en pleno invierno, nadie lo esperaba en el aeropuerto ni en la terminal en que lo dejó el bus, el hotel Astoria, sólo un mensaje de un tal Crabbin que le decía que lo espera ahí y que le había reservado una habitación en un hotel. No esperó y decidió ir a la casa de Lime que le había ofrecido alojamiento en su departamento, al llegar a este le informaron que Harry había muerto en un accidente y esa tarde lo enterraban. Fue al funeral donde había solo una mujer y dos hombres con trajes oscuros.
Finalizado el funeral Martins fue abordado por el coronel Calloway quien lo llevó a un bar donde después de unos cuantos tragos Martins le contó que Harry era su mejor amigo, se conocían desde hacía más de veinte años. A su vez Calloway le dijo que a su amigo, si no hubiese muerto, la policía lo habría tenido por muchos años en la cárcel por graves delitos y le sugirió que dejara Viena mañana. Lo mandó dejar con su chofer al hotel Sacher, hotel de tránsito para los oficiales ingleses.
Capítulos 3 y 4
En el Sacher tenían una habitación reservada por una semana para el señor Dexter. LLegó Crabbin y luego de presentarse le pidió disculpas por no haberlo recibido en el aeropuerto, que lo consideraba el novelista más importante del siglo, en Austria tenía muchos lectores, especialmente de su novela La proa curvada. Que mañana lo dedicara a conocer la ciudad y pasado mañana en la noche tendría un coloquio sobre la novela contemporánea. Lo habían confundido con el gran escritor Benjamín Dexter. Martins le preguntó a Crabbin si conocía a Harry Lime, este le contestó que sí porque una actriz que estudiaba inglés en el Instituto era su amiga, trabajaba en Josefstadt, se llamaba Anna Schmidt. Se despidieron y Martins se acostó y a los pocos minutos lo despertó una llamada telefónica, un voz de hombre le dijo que no se conocían pero que era amigo de Harry Lime y se llamaba Kurtz, que no podía ir al Sacher porque le estaba vedado, él estaba cerca de la antigua Viena. Que lo llamaba porque Harry le pidió, antes de morir, que se hiciera cargo de él, estaba a su lado cuando expiró. Quedaron de encontrarse al día siguiente a las once en la antigua Viena. Le extrañó que una persona le dijera que falleció en el acto y esta otra que había sobrevivido un tiempo como para acordarse de él.
Al día siguiente se encontraron y Kurtz le contó como fue el accidente: salieron a la puerta de la casa de Harry y este vio en la vereda del frente a su amigo Cooler, un americano. Lo saludó con la mano y empezó a cruzar la calle para ir a su encuentro cuando un jeep apareció a toda velocidad y lo arrolló. Murió antes de que llegara la ambulancia, pero me pidió que me preocupara de usted y le comprara un billete de vuelta. Rollo le dijo que la policía creía que Harry estaba envuelto en negocios sucios y que él quiere investigar su muerte hacia atrás, a usted, Cooler y al conductor del jeep y a la chica de Harry. Kurtz le proporcionó la dirección de Cooler en el sector americano y la de él en el sector ruso.
Capítulos 5, 6 y 7
Martins esperó esa tarde a Anna a la salida del Josefstadt, ella le pidió que subiera a su camarín. Le preguntó si conocía a un tal Cooler. Ella le respondió: ¿el americano? precisamente había ido a verla después de la muerte de Harry y le dio el dinero que Harry, antes de expirar, le había pedido que le entregara. A Martins le pareció extraño que Lime antes de morir se hubiese preocupado de él y de Anna, además le comentó que estaba el médico de Harry que vivía cerca. El conductor del jeep estaba traumatizado pero la declaración de Cooler lo había librado de toda culpa. Martins le contó que la policía creía que Harry estaba metido en negocios sucios. Anna le dio la dirección del médico. Rollo ese mismo día fue donde el doctor Winkler, que le dijo que él llegó cuando Harry ya estaba muerto. Martins le contó que la policía buscaba a Harry.
Terminada la visita, Martins decidió regresar a la casa de Harry para hablar con el vecino que había visto el accidente. Se llamaba Koch y le presentó a su esposa Ilse. En realidad no vio el accidente sino que lo sintió. Oyó el frenazo y la patinada del vehículo, se asomó a la ventana y vio que llevaban el cuerpo a la casa. Estaba muerto, murió en el acto, lo llevaban entre tres sin contar al conductor que estaba traumatizado. Solo podría reconocer a uno que llevaba bisoñé. Martins ahora sí estaba seguro de que no había sido un accidente sino un asesinato. ¿Quién era ese tercer hombre? Regresó a su hotel donde lo esperaba una nota de Crabbin en la que le detallaba el programa de conferencias que le había preparado y le recordaba el coloquio del día siguiente a las 20.30 horas, le enviaría un automóvil a buscarlo.
Capítulos 8 y 9
Martins alrededor de las cinco de la tarde llegó al departamento de Cooler en el sector americano. Este le contó la muerte de Harry; le preguntó por el otro hombre, la respuesta fue que solo eran ellos tres, pero también podrían agregar al médico. Martins le respondió que el vecino de Harry vio a tres hombres y al conductor antes que llegara el médico. Cooler le contó que él había ayudado en arreglar los papeles de Anna y que le había llevado el dinero que Harry le pidió antes de morir que le entregara. No sabía nada de que estuviera involucrado en negocios sucios. 
Ya era de noche y Martins había tomado unos cuanto whiskies, decidió ir donde Anna, la encontró en su habitación. Le dijo que había estado con Cooler y luego bebiendo y de pronto había llegado donde ella. Comenzaron a conversar, a hacer recuerdos de Harry y sin saber como se dieron cuenta de que estaban tomados de las manos. Se miraron, ella no era bella pero sí una mujer con la que convivir para siempre, estaba enamorado. Continuaron hablando del accidente y decidieron volver donde Koch. Al llegar vieron un grupo de gentes, Anna le dijo que tenía miedo, lo esperaría allí y él fue a ver que pasaba. En la casa de Harry la policía estaban sacando el cadáver de Koch, comentaban que un extranjero podría ser el asesino. Martins regresó donde Anna y le dijo que habían asesinado a Koch y se fueron. Anna manifiesta que entonces lo que había dicho Koch era verdad. Había un tercer hombre en el lugar. Martins le dice que regrese sola a su hogar, que es mejor que se mantengan separados pues es seguro que lo andarán buscando. 
Martins llegó al Sacher alrededor de las nueve. Le dijeron que el coronel Calloway lo esperaba en el bar. Vuelvo en un momento y salió del hotel. Un hombre lo saludó y le dijo que subiera a un camión y lo llevó rápidamente hasta donde lo esperaba Crabbin. Lo estaban esperando para el coloquio, le presentaron a los patrocinadores. Había un buen bufé y una muchedumbre formada por personas aficionadas a la literatura. Pasaron a una sala interior donde varias personas mayores estaban sentadas en semicírculo. Crabbin lo presentó y luego vinieron las preguntas. Crabbin lo sacó del entuerto respondiéndolas en su lugar. Firmó ejemplares de La proa curvada. Estaba terminando de firmar los libros cuando vio a un policía militar que preguntaba por Rollo Martins, se levantó y se dirigió a la puerta, estaba casi libre cuando se encontró a boca de jarro con Paine que lo buscaba para llevarlo donde el coronel Calloway.
Capítulo 10
Calloway había seguido cuidadosamente los movimientos de Martins, menos lo ocurrido en el trayecto entre los departamentos de Cooler y Anna. Lo interrogó y respondió satisfactoriamente y sin vacilar a todas las preguntas. Además le informó que había averiguado que a su amigo lo habían asesinado y que había un tercer hombre en el sitio del accidente y que habían asesinado al hombre que se lo había informado. Calloway le dijo que la policía austríaca deseaba asignarle esa muerte. Martins le respondió que el único que supo de ella fue Cooler. Calloway ahora empezó a confiar en Martins. Martins no podía creer que Cooler estuviese metido en esto, era un americano con un fuerte sentido del deber. Calloway le respondió que él no lo soportaba y que además estaba metido en el negociado de los neumáticos.
Calloway le contó varios hechos relacionados con Lime: se dedicaba al negocio de la penicilina.
En Austria solo se entregaba penicilina a los hospitales militares. El negocio al comienzo era inofensivo. Los ordenanzas militares robaban penicilina y se la vendían a los médicos austríacos a un precio altísimo. El negocio creció, se transformó en una empresa y luego vieron que necesitaban más penicilina, la empezaron a adulterar con agua, luego a cortarla con arena. Esto último provocó que hombres perdieran sus brazos, piernas y a veces la vida, pero varios niños con meningitis murieron y otros se volvieron locos. Martins le dijo que quería pruebas de que Harry estaba metido en esto. Calloway le dijo que al principio eran pruebas circunstanciales hasta que infiltraron un hombre en el hospital militar británico, así llegaron al intermediario, un tal Harbin, lo detuvieron y este contó todo. Kurtz estaba en contacto directo con Lime quien era el jefe. Martins dice que regresará a Inglaterra, Calloway le aconseja que no lo intente porque la policía austríaca podría detenerle. Buscarán al tercer hombre.
Capítulos 11, 12 y 13
Martíns recorrió varios bares, se emborrachó y a las tres de la mañana fue a la casa de Anna, quería acostarse con ella,  a esa hora ya estaba medio sobrio, le contó todo lo de Harry, además le dijo que estaba enamorado. Anna se rio para ella era un desconocido. Martins se acercó a la ventana y le pareció ver una sombra en la calle. Se fue y vio a un hombre contra la pared, le preguntó quien era, que quiere, la luz de una ventana le iluminó el rostro, era Harry Lime.
Martins lo persiguió, lo perdió frente a un quiosco de anuncios y sencillamente desapareció y él decidió ir a tomar una copa y luego regresar donde Anna para contarle el incidente. Cuando llegó el portero le dijo que había sido detenida por una patrulla internacional. La patrulla era rusa, la buscaban por pasaporte falso. En el intertanto el oficial a cargo llamó por teléfono a Calloway y le informó lo que sucedía. Este fue hasta un puesto de control y obligó a los rusos entregarle a Anna.
Calloway le preguntó a uno de sus ayudantes si había dado con Harbin. No, porque se había ido a Klagenfurt la semana anterior a ver a su familia. Calloway ordenó que trataran de localizarlo. Decidió exhumar el cadáver de Lime para verificar si fue un asesinato. Luego le preguntó a Martins por el quiosco, no era de la prensa, sino que de hierro macizo. Decidieron ir a verlo.
La policía vigilaba el departamento de Anna para que estuviese tranquila. Calloay y Martins para no llamar la atención fueron en tranvía y sin uniforme hasta el quiosco. Este tenía una puerta y una escalerilla de caracol hacia abajo. Era uno de los accesos a la cloaca central. Cualquiera podía bajar, los rusos insistían en que no se cerraran esas puertas. Las alcantarillas van de una punta a otra de Viena. La gente se escondía ahí durante los ataques aéreos y algunos prisioneros estuvieron escondidos durante dos años. Uno podía ir a cualquier punto de la ciudad y reaparecer mediante una boca de acceso o de un quiosco como este. Los austríacos tenían una policía especial que patrullaba el alcantarillado. Así desapareció Harry dijo Calloway. Pronto sabrían a quien enterraron. Koch no fue el único personaje molesto al que asesinaron. Lime está en el sector ruso. Para traerlo al sector británico los únicos que podrían hacerlo ern Anna o Martins.
Capítulo 14

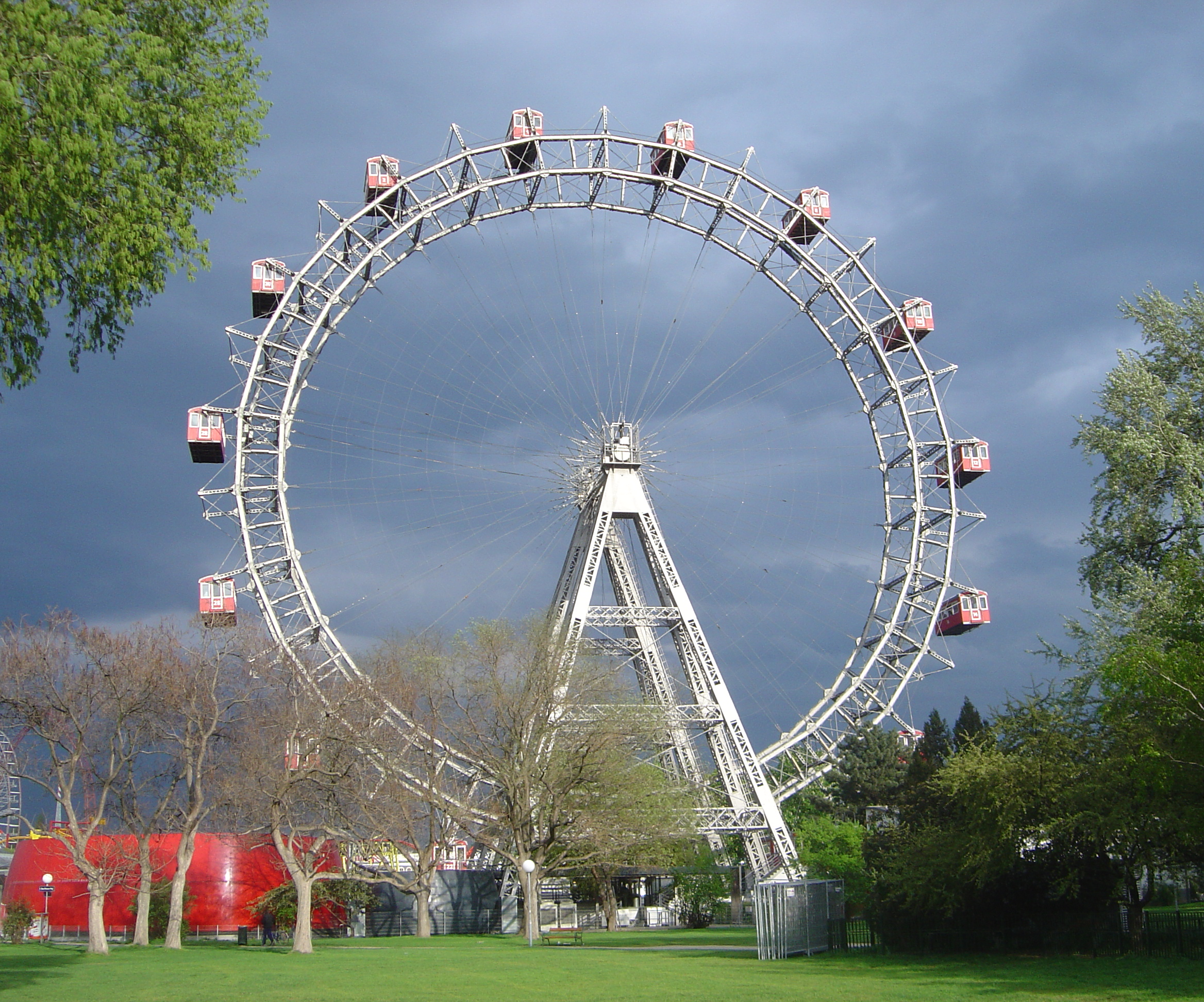
La Noria o Rueda de Viena

El domingo, Martins entró en el sector ruso, no le había avisado a Kurtz de su visita, llevaba todos sus documentos, incluso el que le permitía transitar libremente por todos los sectores de Viena. LLegó a la casa de Kurtz, este le abrió la puerta con aire perplejo, no llevaba bisoñé, no era calvo, tenía pelo normal pero muy corto. Le dijo que venía a hablar con Harry, lo esperaría en el Prater, junto a la Noria dentro de las próximas dos horas. Sintió un carraspeo en otra habitación, abrió la puerta y era el doctor Winkler. Martins se fue. Estuvo una hora paseándose por el Prater, cuando pasaron las dos horas apareció Harry. Tenemos que hablar, a solas. Lime arrendó una cabina de la Noria para ellos solos y ahí, Lime le confirmó que traficaba con penicilina, que Anna le importaba bien poco, que las muertes eran insignificantes y lo invitó a unirse en el negocio, además le informó que el cadáver que enterraron era el de Harbin, su intermediario con el hospital.
Capítulos 15, 16 y 17
Esa tarde Anna estaba en el teatro, había función. Le contó que Harry estaba vivo, se puso a llorar. Le resumió su conversación con Harry. Ojalá estuviera muerto. No quiere verlo más, pero no cooperaría para que viniera al sector británico. Martins se fue donde Calloway y le preguntó que quería que hiciera, Calloway deseaba actuar con rapidez, podían detener a Winkler y a Cooler con la inhumación de Harbin, pero a Kurtz y Lime era más complicado lo mismo el conductor de la ambulancia. El sería el señuelo. Martins fue donde Cooler y le dijo que habían exhumado el cuerpo y que la policía anda detrás de él y Winkler. Tres horas después le envió una nota diciéndole que la policía lo buscaba, por lo que ha tenido que esconderse y le pidió que le avisara a Harry que necesitaba verse con él.
Calloway estudia el plano del alcantarillado y decide emplear un café situado cerca del acceso principal a las cloacas, que estaba dentro de un quiosco publicitario. Lime llegaría por la cloaca, subiría a buscar a Martins y volvería con él por las cloacas. Martins portaba ahora un revólver y a medianoche estaba esperando a Harry, a las dos de la mañana llamó por teléfono a Calloway, estaba en eso cuando apareció Lime en el café. Vio a Martins en el teléfono y volvió a salir, Harry lo siguió y Lime se había metido bajo tierra. Harry iba protegido por el agente Bates que llevaba linterna y una pistola. Alcanzaron a Lime, este le disparó a Bates, le dio en la mano. Martins tomó la linterna y la encendió para que Lime se entregara, este le disparó pero falló y le dio a Bates. Martins a su vez le disparó, Lime quedó malherido y finalmente le disparó otro tiro y lo mató.
Era un día templado casi primaveral cuando Harry Lime tuvo su segundo funeral, solo estaban Anna, Calloway y Martins. No hubo una sola lágrima. Anna se echó andar hacia la salida, Martins la alcanzó. Ella se cogió de su brazo. A todo esto Crabbin seguía tratando de explicar al Instituto Británico los gastos de Dexter. Ellos no podían autorizar pagos simultáneos en Estocolmo y Viena.